# Аконтій
Ако́нтій (грец. Ακόντιος) — красень-юнак з острова Кеос, який під час свята на честь Артеміди зустрівся з вродливою дівчиною Кідіппою і закохався в неї. Аконтій підкинув Кідіппі яблуко, на якому вирізав слова: «Присягаюсь Артемідою, що стану дружиною Аконтія».
Дівчина прочитала напис, зв’язавши себе клятвою богині. Не знаючи про це, батько Кідіппи хотів віддати дочку заміж за іншого, але дівчина тяжко захворіла. Так було тричі. Нарешті, порадившись із дельфійським оракулом, батько знайшов Аконтія і одружив його з Кідіппою.
Міф опрацював Овідій («Героїди» XX і XXI).